# 海峽尋新
海峽尋新論壇，是由美國華裔大學生林柏瀚（Johnny Lin）於2005年在美國布朗大學創立，旨在架設海峽兩岸青年人溝通橋樑的專業學術論壇。

## 組織形式
論壇採用ICR（互動式衝突解決會談）為核心，輔以和平計劃（Peace Project）和專題演講（Panels）的形式。會期為7－8天。每屆論壇會從中國大陸、台灣、第三方（美國、香港、華裔）招募15名青年代表（具體人數可能因論壇地點而異），在一週左右時間中，高強度進行ICR；並分組實行橫貫一年的，旨在擴大兩岸交流的「和平計劃」；論壇期間還會邀請相關專業人士舉行專題演講。

## 分會
海峽尋新論壇現共有4個分會：

### 布朗論壇
布朗論壇為2005年創始論壇，為秋季論壇。舉辦地為布朗大學。採用中國大陸、台灣、美國為三方代表。初期僅有ICR與專題演講。論壇用語為英語。布朗論壇經常與美國東岸的其他學術中心和智庫合作，讓更多的當政人士了解新生代的方向。

### 伯克萊-舊金山論壇
2009年春季起，開設伯克萊論壇，舉辦地為加州伯克萊大學（University of California, Berkeley），並引入和平計劃。2012年起，改為伯克萊-舊金山論壇。亦採用中國大陸、台灣、美國為三方代表。論壇用語為英語。

### 香港論壇
2011年春季起，開設香港論壇，以「海峽尋新香港論壇」(Strait Talk Hong Kong)為法定社團名稱在香港特別行政區正式註冊，每年4月在香港大學（the University of Hong Kong）舉辦，為期七天，系論壇首次進入亞洲及大中華地區。香港論壇採用「中國大陸」、「台灣」、「港澳及海外」（前兩屆為「港澳」，第三屆起為「港澳及海外」）為三方代表。論壇用語亦首次使用普通話/國語。

### 台北論壇
2012年春季起，開設台北論壇，舉辦地為國立台灣大學（National Taiwan University）。論壇採用中國大陸、台灣、華裔為三方代表。論壇用語為國語/普通話。2012年秋季起，台北論壇改為秋季舉辦，2014年時曾短暫停辦，後又於2017年復辦。2018年第五屆海峽尋新台北論壇改於八月底舉辦。

## 與會反應
雖然論壇以學術交流為中心，許多參與過論壇的人表示得到一開始預想不到的心靈層面。一位與會者分享：“當我們看待他人的立場時，絕不會因為無知更不會盲目隨眾，而會考慮到每個人都有不同的經歷與出發點。即便我們僅是兩岸三地幾十億人中的十五個人，聚在一起嘗試以理性與客觀的態度去消弭彼此之間的隔閡”